# Лобоцький Анатолій Анатолійович
Анатóлій Анатóлійович Лобóцький (рос. Анатолий Анатольевич Лобоцкий; 14 січня 1959, Тамбов, СРСР) — радянський та російський актор театру і кіно.

## Життєпис
Анатолій Анатолійович Лобоцький народився 14 січня 1959 року у Тамбові. У 1985 році закінчив Державний інститут театрального мистецтва імені А. В. Луначарського (майстерня А. О. Гончарова). Після закінчення навчання Лобоцький став працювати у Московському академічному театрі імені Володимира Маяковського. Крім роботи у театрі Анатолій Лобоцький також працює на телебаченні та бере участь у кінематографічних проектах.

## Вибіркова фільмографія
- «Тихі вири» (2000)
- «Канікули кохання» (2007)
- «Адмірал» (2008)